# Llengua (Orde de l'Hospital)
Les llengües de l'orde de Sant Joan de Jerusalem eren unes divisions geogràfiques i culturals que es van establir a principis del segle xiii amb el mestre Geoffrey le Rat. Aquestes llengües coincidien amb províncies d'altres ordes religiosos o fronteres lingüísticoculturals, així com límits entre estats.
Amb l'arribada dels hospitalers a l'illa de Rodes van sorgir les llengües. Originalment foren 7: Provença, Alvèrnia, França, Itàlia, Aragó (amb Navarra), Anglaterra (amb Escòcia i Irlanda) i Alemanya. El 1462 la llengua d'Aragó es va escindir i es va crear la nova llengua de Castella (que incloïa Portugal). Aquesta reforma fou proposada pel mestre Pere Ramon Sacosta. Durant el segle xviii també va existir, de manera efímera, la llengua de Baviera. També cal dir que amb la Reforma Protestant les llengües d'Anglaterra i d'Alemanya van partir una forta recessió.
Cada llengua disposava d'un alberg a la seu central de l'orde (sigui a Rodes o a Malta) on residien els cavallers originaris d'un lloc. A títol d'exemple, l'alberg de Castella de Malta és un palau que avui dia serveix com a residència per al president d'aquest estat.
Per a cada llengua també hi havia un càrrec conventual reservat de la següent manera: a la llengua de Provença se li assignava el gran comanador, a Alvèrnia el mariscal, França l'hospitaler, Itàlia l'almirall, Aragó el draper, Anglaterra el turcpolier i Alemanya la Gran Batllia. El 1462 hi hagué una nova reforma amb Pere Ramon Sacosta: de la llengua d'Aragó (que mantingué el draper) s'escindí la llengua de Castella (a qui se li atorgà el càrrec de canceller).

## Organització fins al 1301
- Llengua de Provença: Situada a la França meridional, amb els priorats de Tolosa i Sant Geli.
- Llengua d'Alvèrnia: Situada a la França centra, amb el priorat de Bourganeuf.
- Llengua de França: La França més septentrional, amb tres priorats.
- Llengua d'Aragó: Tota la península Ibèrica i Balears, amb els priorats de Catalunya, de Navarra Castella, Lleó i Portugal i la Castellania d'Amposta.
  - Reorganització de 1462: 
    - Llengua d'Aragó: Amb els priorats de Catalunya, Navarra i la Castellania d'Amposta.
    - Llengua de Castella: Amb els priorats de Castella i Lleó i Portugal.
- Llengua d'Itàlia: Amb els priorats de Messina, Barletta, Càpua, Roma, Pisa, Milanesat i Venècia.
- Llengua d'Anglaterra: Situada a totes les Illes Britàniques.
- Llengua d'Alemanya: Amb els priorats de Bohèmia, Alemanya septentrional, Alemanya meridional, Dàcia (Transsilvània), Valàquia, Moldàvia, Suècia, Polònia i Hongria.

## A partir de 1462
- Llengua de Provença
- Llengua d'Alvèrnia
- Llengua de França
- Llengua d'Aragó
- Llengua de Castella
- Llengua d'Itàlia
- Llengua d'Anglaterra
- Llengua d'Alemanya

## Actualitat
En l'actualitat continuen funcionant les agrupacions territorials de l'orde, però han variat des dels orígens i en l'actualitat, per exemple, no existeix la llengua d'Aragó, inserida dins de la llengua d'Espanya.